# Ли Джи-дзун, Владимир Григорьевич
Владимир Григорьевич Ли Джи-дзун (род. 1953, Харбин, Китай) — российский архитектор.

## Биография
Владимир Ли Джи-дзун родился в 1953 году в городе Харбин, Китай, в 1955 году вместе с семьей переехал в советский Петропавловск. После школы он учился на архитектурном отделении Новосибирского инженерно-строительного института, который окончил в 1975 году.
Работая архитектором, Ли Джи-дзун проектировал малые архитектурные формы и элементы благоустройства в Барнауле, участвовал в разработке генплана города. С 1993 года он руководит персональной творческой мастерской.

## Основные постройки и проекты
- Интерьеры кафе «Русский чай» (1976)
- Проект Обского бульвара (1981)
- Торговый центр «Купечество Янтарное» (1994)
- Торговый центр «Старый базар» (1995)
- «Первомайский рынок» (1998)

## Награды
- Лауреат II-го Всероссийского смотра-конкурса творчества молодых архитекторов (1981) — за участие в проектировании Обского бульвара.[2]